# هرودز
هرودز (انگلیسی: Harrods) شرکت خرده‌فروشی بریتانیایی است، که در زمینه توزیع و فروش پوشاک، موادغذایی و کالاهای لوکس فعالیت می‌نماید. شرکت هرودز در سال ۱۸۳۴ توسط چارلز هنری هرود تأسیس شد. دفتر مرکزی این شرکت در نایتسبریج، لندن، بریتانیا قرار دارد.

## نگارخانه

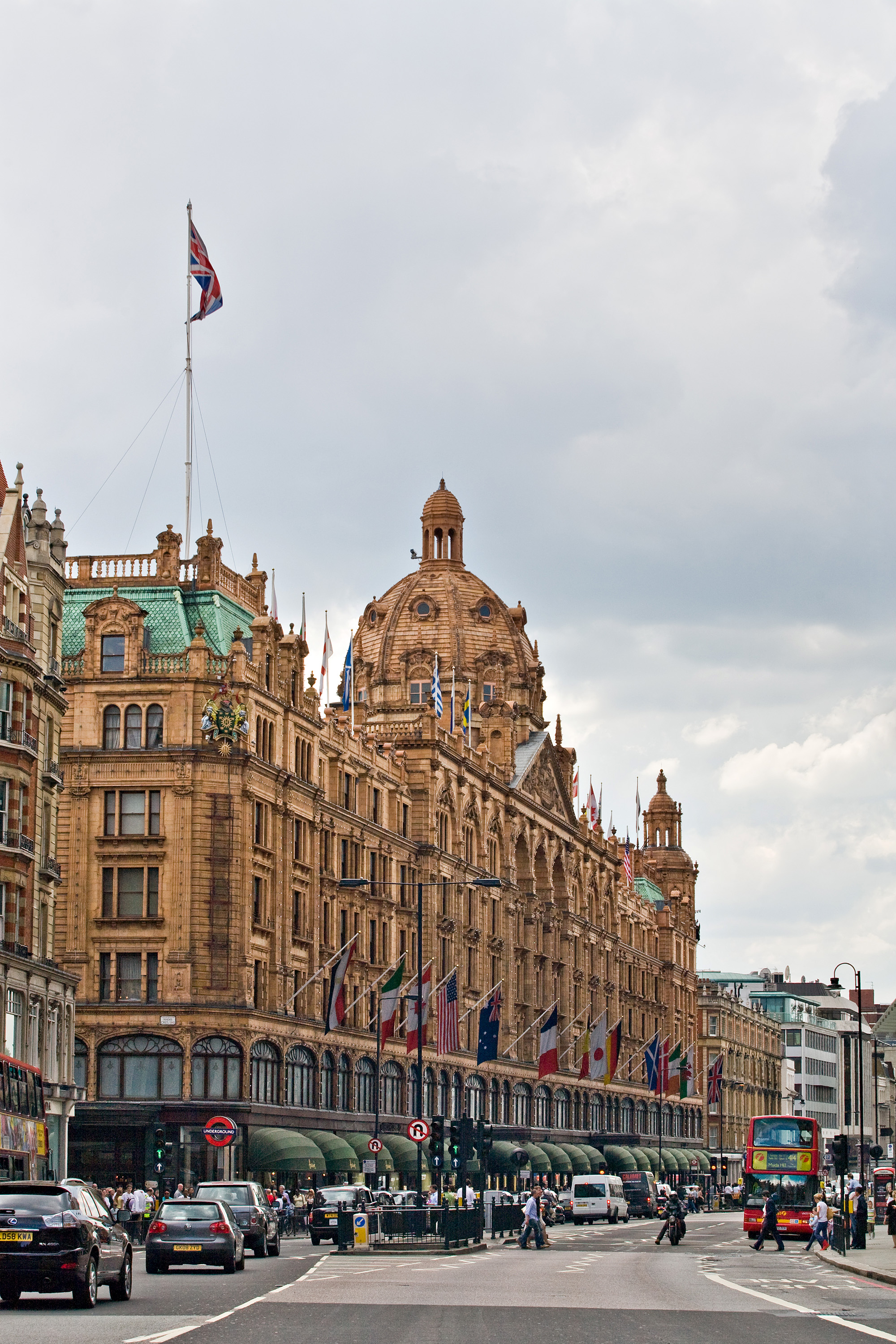
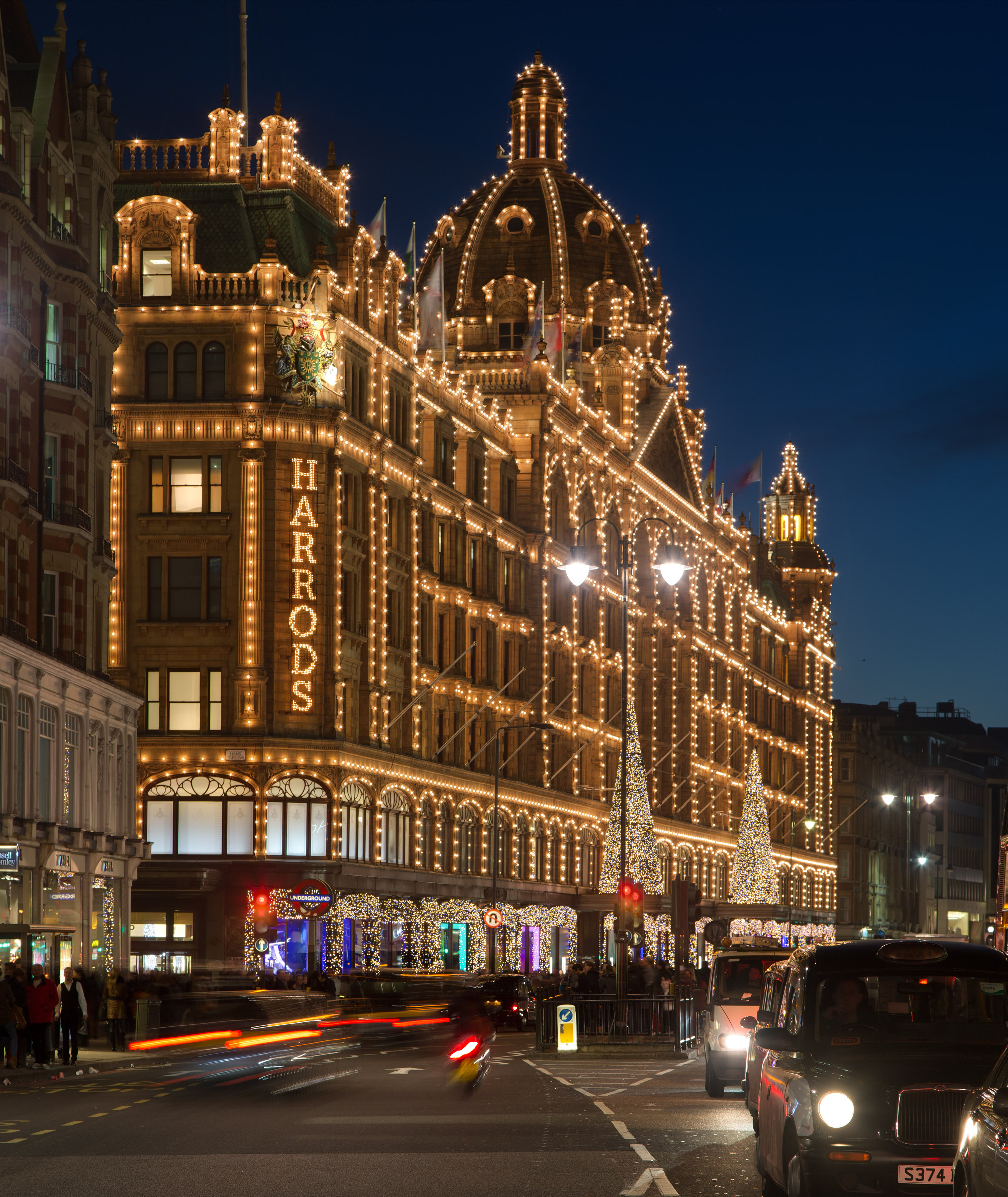
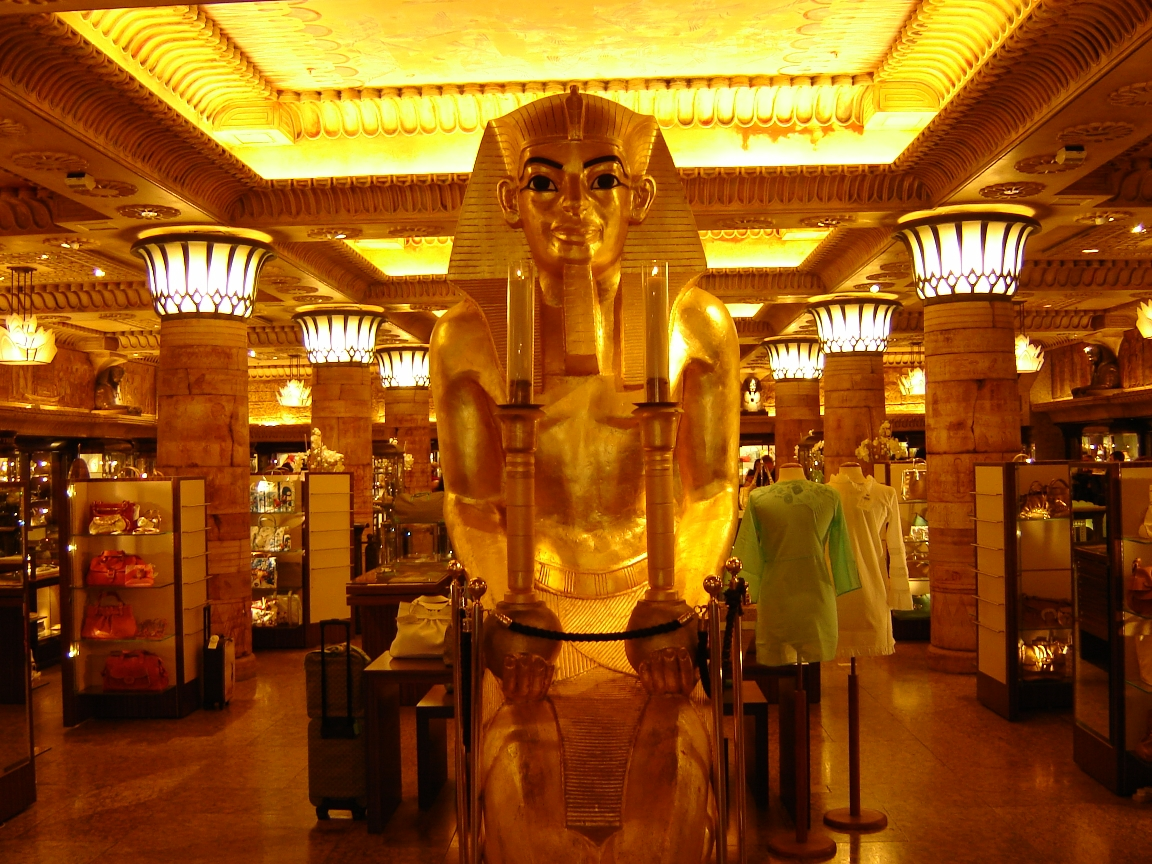